# Вулиця Івана-Теодозія Куровця
Вулиця Івана-Теодозія Куровця — вулиця у Франківському районі міста Львова, у місцевості Кульпарків. Пролягає від вулиці Академіка Рудницького до вулиці Володимира Великого. Прилучаються вулиці Маївського, Шкрібляків, Кобринської, Лук'яна Кобилиці, Ярослави Музики, Михайла Бойчука та Перфецького.

## Історія
Радянську назву вулиця отримала у 1953 році, на честь російського лікаря Сергія Боткіна, ймовірно, через те, що пролягала поблизу лікарні для психічно хворих.
6 грудня 2022 року рішенням виконавчого комітету Львівської міської ради вулицю Сергія Боткіна перейменували на пошану Івана-Теодозія Куровця, українського громадського та політичного діяча, члена Української Національної Ради, державного секретаря з охорони здоров'я при уряді ЗУНР, голови Українського лікарського товариства.

## Забудова
Забудова вулиці Івана-Теодозія Куровця досить різноманітна: малоповерхові будинки у стилі конструктивізм 1930-х—1980-х років, п'ятиповерхівки 1980-х років, сучасні індивідуальні будинки. Житлові будинки знаходяться переважно з непарного боку вулиці, парний бік, в основному, зайнятий промисловою забудовою та територією Львівської обласної клінічної психіатричної лікарні.